# Taishi Taguchi
Taishi Taguchi (jap. 田口 泰士, Taguchi Taishi; * 16. März 1991 in der Präfektur Okinawa) ist ein japanischer Fußballspieler.

## Karriere

### Verein
Von 2009 bis 2017 spielte Taishi Taguchi bei Nagoya Grampus. Mit dem Club aus Nagoya spielte er bis 2016 in der ersten japanischen Liga, der J1 League. Am Ende der Saison 2016 musste der Club den Weg in die Zweitklassigkeit antreten. 2010 wurde er mit dem Verein japanischer Meister. In der nachfolgenden Saison wurde er Vizemeister. Für Nagoya Grampus absolvierte er 167 Erst- und Zweitligaspiele. 2018 wechselte er zum Erstligisten Júbilo Iwata nach Iwata. Nach 54 Spielen unterschrieb er Anfang 2020 einen Vertrag beim Zweitligisten JEF United Ichihara Chiba in Ichihara.

### Nationalmannschaft
2014 debütierte Taguchi für die japanische Fußballnationalmannschaft in einem Freundschaftsspiel gegen Jamaika. Taguchi bestritt bisher drei Länderspiele.

## Erfolge
Nagoya Grampus
- Japanischer Meister: 2010
- Japanischer Vizemeister: 2011
- Japanischer Pokalfinalist: 2009